# Spy Records
Spy Records (Italy) foi uma gravadora italiana de música dance e eletrônica, pertencente à Time Group e fundada em 1999 por Rossano Prini, em parceria com [[Giacomo Maiolini], dono da Time SPA. A Spy surgiu como departamento de dance music da Time Records, depois que a gravadora Italian Style Production fechou as portas.

## História
Rossano Prini fundou a Spy Records em 1999, e, em 2000, contratou os irmãos e DJs Tristano e Erika de Bonis para trabalhar em sua gravadora.
Em 2005, a gravadora fechou as portas.

## Artistas da Spy Records (Italy)
- Dave Leatherman
- DJ Ross
- E.Magic
- Erika (Time/Spy)
- Magic Box (Time/Spy)

NOTA: Há outros artistas, porém não são muito conhecidos e também não há muitas informações sobre estes.